# 虹廬
虹廬是位於臺灣臺北市大安區的一座集合住宅建築，建於1964年，是王大閎的第一件高層住宅建築，現在已轉為私人產權。

## 沿革
1962年9月，王大閎與其建築公司大洪建築師事務所對於臺北市濟南路三段18號的新建築計畫進行承建設計。其建築最初取照名稱為「大虹公寓」，後待1964年落成後，王大閎與其家人則於1965年搬遷到虹廬四樓居住。直至1988年搬離將建築賣給目前的住戶。
2016年，王大閎家屬將虹廬初步平面圖及透視圖、工地及平面佈置圖、費用估算文件捐贈於香港視覺文化博物館M+。
2018年7月，臺北市文化局偕同文資委員至虹廬會勘，後待2019年4月所舉辦文資會議，將虹廬登錄為歷史建築。其住戶及所有權人因不服受文資影響規劃進行都更，曾提出提行政訴願。

## 建築設計
虹廬為四層樓集合住宅，其樣式為现代主义建筑，正立面由兩片巨大、不對稱的清水磚白牆構成，在二樓以局部牆面連結形成所謂內凹H形結構。入口以天井進入，所有居室開窗皆位於側面及後面，以此與街區區隔的「內向式」設計。牆體設有月亮門，該建築物的主樓梯與屋頂圍牆採用分離設計。其建築物的設計被視為是中國水平式合院的高層轉化。屋頂女兒牆脫開立面以及陽光投射到立面的陰影具有與中國傳統屋頂的聯繫。
當前，建築物部分內部結構因改裝而稍作更動，圍牆也另闢大門當作入口。此外因屋齡過於老舊，其建築物多處出現漏水、白蟻等問題，目前1樓為餐廳，2樓到4樓則為私人住宅。

## 外部連結
- 虹廬-國家文化資產網 （页面存档备份，存于）